# Yesenia Yarhui
Yesenia Yarhui Albino (Sucre, Bolivia; 16 de agosto de 1995) es una abogada y política boliviana. Se desempeñó en el cargo de diputada nacional plurinominal desde el 22 de enero de 2015 hasta el 8 de noviembre de 2020 siendo la parlamentaria más joven de la historia boliviana con solamente apenas 19 años de edad.

## Biografía
Yesenia Yarhui nació el 16 de agosto de 1995 en la ciudad de Sucre. Familiarmente, Yesenia es la sobrina de la abogada y política Tomasa Yarhui Jacomé quien en el año 2002 llegó a ser la Ministra de asuntos campesinos ya durante el gobierno del presidente Jorge "Tuto" Quiroga Ramírez en aquella época. Cabe mencionar que su tía Tomasa pasó también a la historia boliviana por haberse convertido en la primera mujer indígena de pollera en ser integrante por primera vez de un gabinete ministerial a principios del siglo XXI.

### Diputada Plurinominal de Bolivia (2015-2020)
Yesenia Yarhui ingresó oficialmente a la política boliviana cuando decide participar en las elecciones generales de octubre de 2014, siendo todavía para esa época una jovencita de apenas 19 años de edad, aprovechando que la Constitución Política del Estado de 2009 eliminó todo requisito de edad para ocupar algún cargo legislativo. Participó en dichos comicios, postulando como diputada plurinominal por el Partido Demócrata Cristiano (PDC) en representación del Departamento de Chuquisaca. Logró ganar y acceder al curul parlamentario el 22 de enero de 2015, convirtiéndose de esa manera en la diputada titular más joven de todo el periodo legislativo 2015-2020.
Actualmente, Yarhui trabaja en el Gobierno Autónomo Departamental de Chuquisaca desde el 6 de junio de 2021, durante la gestión del gobernador Damián Condori.